# Кириченков
Кириченков — хутор в Алексеевский район (Белгородская область) Белгородской области России. В рамках организации местного самоуправления  входит (с апреля 2018) в муниципальное образование Алексеевский городской округ.

## География
Расположен в 21 км к юго-востоку от райцентра Алексеевка.
Улицы и переулки
| - ул. Мирная - ул. Центральная |

## История
Упоминается в Памятной книжке Воронежской губернии за 1887 год как "хуторъ Кириченковъ (Проклятый)" Иващенковской волости Бирюченского уезда. Число жителей обоего пола — 673, число дворов — 74.
До апреля 2018 года входила в состав Матрёногезовского сельского поселения, после чего муниципальный район «Алексеевский район и город Алексеевка» и все входившие в него поселения были упразднены и объединены в одно единое муниципальное образование Алексеевский городской округ.

## Население
| 1859 | 1897 | 2002 | 2010 |
| ---- | ---- | ---- | ---- |
| 552  | ↗568 | ↘108 | ↘85  |